# Paris-Nice 1951
Paris-Nice 1951 est la 9e édition de la course cycliste Paris-Nice. La course a lieu entre le 13 et le 17 mars 1951. La victoire revient au coureur belge Roger Decock, de l’équipe Bertin-Wolber. Le podium est complété par les coureurs français Lucien Teisseire (Helyett-Hutchinson) et Kléber Piot (Automoto-Dunlop).

## Participants
Dans cette édition de Paris-Nice, 123 coureurs participent divisés en 18 équipes : Peugeot-Dunlop, Bartali-Delangle, Dilecta-Wolber, Stella-Dunlop, Automoto-Dunlop, Metropole-Dunlop, Helyett-Hutchinson, Garin-Wolber, Rochet-Dunlop, Terrot-Gitane-Hutchinson, Bertin-Wolber, Rhonson-Dunlop, Splendid-Wals, Colomb-Manera, Marcaillou-Dunlop, Arliguie-Hutchinson, Tendil-Hutchinson et Dardenne-Dunlop.

## Étapes
| Étapes                | Date    | Villes étapes             | km     | Vainqueur d’étape | Leader du classement général |
| --------------------- | ------- | ------------------------- | ------ | ----------------- | ---------------------------- |
| 1re étape             | 13 mars | Paris - Nevers            | 231 km | Lucien Teisseire  | Lucien Teisseire             |
| 2e étape              | 14 mars | Nevers - Saint-Étienne    | 230 km | Louison Bobet     | Roger Decock                 |
| 3e étape              | 15 mars | Saint-Étienne - Privas    | 213 km | Pierre Barbotin   | Roger Decock                 |
| 4e étape, 1er secteur | 16 mars | Privas - Vergèze          | 153 km | Emile Idée        | Roger Decock                 |
| 4e étape, 2e secteur  | 16 mars | Vergèze - Aix-en-Provence | 119 km | Louison Bobet     | Roger Decock                 |
| 5e étape              | 17 mars | Aix-en-Provence - Nice    | 228 km | Roger Buchonnet   | Roger Decock                 |

## Résultats des étapes

### 1reétape
13-03-1951. Paris-Nevers, 231 km.
|   | Cycliste         | Équipe                   | Temps           |
| - | ---------------- | ------------------------ | --------------- |
| 1 | Lucien Teisseire | Helyett-Hutchinson       | 7 h 09 min 10 s |
| 2 | Urbain Caffi     | Terrot-Gitane-Hutchinson | m.t.            |
| 3 | Roger Decock     | Bertin-Wolber            | m.t.            |

### 2eétape
14-03-1951. Nevers-Saint-Étienne, 230 km.
|   | Cycliste          | Équipe           | Temps           |
| - | ----------------- | ---------------- | --------------- |
| 1 | Louison Bobet     | Stella-Dunlop    | 6 h 43 min 32 s |
| 2 | Raphaël Géminiani | Metropole-Dunlop | m.t.            |
| 3 | Roger Decock      | Bertin-Wolber    | m.t.            |

### 3eétape
15-03-1951. Saint-Étienne-Privas, 213 km.
|   | Cycliste        | Équipe                   | Temps           |
| - | --------------- | ------------------------ | --------------- |
| 1 | Pierre Barbotin | Stella-Dunlop            | 6 h 30 min 24 s |
| 2 | François Mahé   | Terrot-Gitane-Hutchinson | + 44 s          |
| 3 | Désiré Keteleer | Garin-Wolber             | + 3 min 50 s    |

### 4eétape,1ersecteur
16-03-1951. Privas-Vergèze, 153 km.
|   | Cycliste          | Équipe           | Temps           |
| - | ----------------- | ---------------- | --------------- |
| 1 | Emile Idée        | Peugeot-Dunlop   | 4 h 01 min 14 s |
| 2 | Alphonse Devreese | Peugeot-Dunlop   | m.t.            |
| 3 | Mario Gestri      | Bartali-Delangle | m.t.            |

### 4eétape,2esecteur
16-03-1951. Vergèze-Aix-en-Provence, 119 km.
|   | Cycliste         | Équipe         | Temps           |
| - | ---------------- | -------------- | --------------- |
| 1 | Louison Bobet    | Stella-Dunlop  | 2 h 56 min 38 s |
| 2 | Adolphe Deledda  | Rhonson-Dunlop | m.t.            |
| 3 | Albert Dubuisson | Rochet-Dunlop  | m.t.            |

### 5eétape
17-03-1951. Aix-en-Provence-Nice, 228 km.
|   | Cycliste        | Équipe           | Temps           |
| - | --------------- | ---------------- | --------------- |
| 1 | Roger Buchonnet | Metropole-Dunlop | 6 h 34 min 21 s |
| 2 | José Serra Gil  | Splendid-Wals    | + 44 s          |
| 3 | Joseph Morvan   | Dilecta-Wolber   | + 3 min 54 s    |

## Classements finals

### Classement général
|    | Cycliste          | Équipe                   | Temps            |
| -- | ----------------- | ------------------------ | ---------------- |
| 1  | Roger Decock      | Bertin-Wolber            | 32 h 27 min 29 s |
| 2  | Lucien Teisseire  | Helyett-Hutchinson       | + 12 s           |
| 3  | Kléber Piot       | Automoto-Dunlop          | + 1 min 30 s     |
| 4  | Albert Dubuisson  | Rochet-Dunlop            | + 2 min 00 s     |
| 5  | Pierre Barbotin   | Stella-Dunlop            | + 4 min 03 s     |
| 6  | Jean Malléjac     | Stella-Dunlop            | + 4 min 09 s     |
| 7  | Louison Bobet     | Stella-Dunlop            | + 9 min 39 s     |
| 8  | François Mahé     | Terrot-Gitane-Hutchinson | + 12 min 04 s    |
| 9  | Raphaël Géminiani | Metropole-Dunlop         | + 12 min 39 s    |
| 10 | Adolphe Deledda   | Rhonson-Dunlop           | + 13 min 30 s    |